# Muszlimok (hívők)
A muszlimok az iszlám vallás követői. Egyistenhívők, hitük szerint a világ teremtője és irányítója Allah. Vallásuk központi alakja Mohamed próféta, aki a 7. században megalapította az iszlámot. Szent könyvük a Korán; ez hitük szerint Allah szava, amelyet Mohamednek küldött le Gábriel közvetítésével. Egyes országokban (Irán, Szaúd-Arábia) a muszlim lakosság aránya közel száz százalékos.

## A muszlimok száma és elterjedtsége
A Pew Research Center 2019-es becslése szerint a világon mintegy 1,75 milliárd muszlim él. A vallás különösen elterjedt a Közel-Keleten, Észak-Afrikában és Dél-Ázsiában. A muszlimok közül 1,14 milliárdan élnek a tíz legnagyobb muszlim lakosságú országban: Indonéziában, Indiában, Pakisztánban, valamint Bangladesben, Nigériában, Egyiptomban, Iránban, Törökországban, Algériában és Irakban.
Az iszlám vallás két fő irányzata, a szunnita és a síita iszlám közül a muszlimok nagy többsége, mintegy 90 százalékuk, a szunnita irányzat követője. Ugyanakkor jelentős többségben vannak a síita muszlimok Iránban és Irakban.
Magyarországon becslések szerint 30-50 ezerre tehető a muszlimok száma. Ők főleg szunniták, és nagyrészt magyar születésű, magyarajkú magyar állampolgárok.